# Новиков, Пётр Сергеевич
Пётр Серге́евич Но́виков (1901—1975) — советский математик, специалист по теории множеств, математической логике, теории алгоритмов и теории групп. Академик АН СССР (1960 год). Лауреат Ленинской премии (1957) и Государственной премии РФ (1999, посмертно).

## Биография
Родился 15 (28) августа 1901 года в Москве в купеческой семье. После окончания в 1919 году гимназии поступил на физико-математический факультет Московского университета. В марте 1920 был призван в Красную армию, демобилизовался летом 1922 и вернулся в университет. Окончил его в 1926 году. В 1926—1929 учился в аспирантуре под руководством Н. Н. Лузина.
Работал в МХТИ имени Д. И. Менделеева (1929—1934, 1943—1944), в МГПИ имени В. И. Ленина в должности заведующего кафедрой математического анализа (1944—1971) и в МИАН имени В. А. Стеклова (1934—1975), с 1957 года — в должности заведующего отделом математической логики МИАН.
Нашёл в себе силы не принимать участия в политическом «деле Лузина» (1936). В 1968 году подписал «письмо 99 математиков» в защиту своего аспиранта и диссидента А. Есенина-Вольпина, насильственно помещённого в психиатрическую больницу. После этого был уволен с должности заведующего кафедрой математического анализа в МГПИ имени В. И. Ленина.
П. С. Новиков скончался после продолжительной болезни 9 января 1975 года. Похоронен на Новодевичьем кладбище (участок № 7) вместе со своей женой Л. В. Келдыш.

## Научные результаты
Основные труды по теории множеств, математической логике, теории алгоритмов и теории групп. Создал школу математической логики в СССР. Его учениками являются известные математики С. И. Адян, А. А. Ляпунов, А. Д. Тайманов, Б. А. Трахтенброт, С. В. Яблонский.
Ещё будучи аспирантом Н. Н. Лузина (1926 по 1929 год) и участвуя в Лузитании, П. С. Новиков получил полное решение одной из трудных проблем дескриптивной теории множеств с помощью разработанного им метода, получившего название «принцип сравнения индексов». Установил, что существуют группы с конечным числом образующих и конечным числом определяющих отношений, для которых не существует алгоритма, решающего проблему тождества слов. Создал метод доказательства непротиворечивости формальных систем, основанный на понятии регулярной формулы. Доказал неразрешимость проблемы тождества, сопряжённости и изоморфизма в теории групп. Получил (вместе со своим учеником С. И. Адяном) отрицательное решение известной проблемы Бёрнсайда о периодических группах.

## Награды и премии
- два ордена Ленина (1961, 1971)[3]
- орден Трудового Красного Знамени
- медали
- Ленинская премия (1957) — за научный труд «Об алгоритмической неразрешимости проблемы тождества слов в теории групп» (1955)
- Государственная премия Российской Федерации (1999, посмертно; совместно с С. И. Адяном) — за цикл работ по созданию нового метода исследования периодических групп, позволившего решить ряд известных проблем алгебры, не поддававшихся решению длительное время

## Семья
Выдающиеся способности к точным наукам унаследовали сыновья Новикова: младший из детей, — С. П. Новиков и средний — Андрей, служивший доцентом в МФТИ. В семье Новиковых также родились две дочери: Нина и Елена.